# Детерминанты преступности
Проблема соотношения социального и биологического начал в преступном поведении рассматривается в статье Личность преступника
Детермина́нтами престу́пности (от лат. determinare — «определять») называются комплексы социальных явлений, совместное действие которых порождает преступность. Изучение детерминант преступности является одной из составляющих предмета криминологии.
Выделяют причины преступности и её условия. Причины и условия преступности действуют совместно: причина порождает следствие лишь при наличии определённых условий.
Большинство криминологов указывает на исключительно негативное социальное содержание причин и условий преступности, однако в других работах отмечается, что в процессе детерминации могут участвовать во взаимодействии с отрицательными также и положительные общественные явления (например, либерализация экономики в совокупности с просчётами в планировании мероприятий по борьбе с экономической преступностью).

## Подходы к анализу детерминант преступности

Подходы к анализу детерминант преступности

Выделяют четыре основных подхода к пониманию причинности в криминологии и, соответственно, к анализу детерминант преступности:
- Кондиционалистский (лат. conditio — «условие, требование») или условный. Сторонники данного подхода под причиной понимают всю совокупность обстоятельств, при которых имело место следствие, включающую необходимые и достаточные условия данного следствия. В рамках данной концепции не выделяются причины и условия, говорится только о факторах или обстоятельствах, влияющих на преступность. В рамках кондиционализма возможен однофакторный или многофакторный подход к пониманию причин преступности. Однофакторный подход придаёт определяющее значение какому-то одному обстоятельству (например, Эмиль Дюркгейм называл преступность реакцией на социальные изменения и платой за них), многофакторный же исследует некую совокупность таких обстоятельств.
- Традиционный подход объясняет совершение преступлений внешним силовым воздействием. Согласно ему, человека должно что-то толкнуть на совершение преступления (например, подстрекательство со стороны третьих лиц, провоцирующее поведение жертвы преступления и т. д.). В криминологии данный подход практически никогда не рассматривался в качестве единственного и обычно сочетался с многофакторным подходом.
- Традиционно-диалектический подход. В нём выделяются условия внешней материальной среды, воздействующее как на общественное сознание в целом, так и на конкретного человека, и непосредственные или ближайшие причины преступления, которые связываются с характеристиками конкретной личности. В рамках данного подхода воздействие условий на причины и причин на поведение является однонаправленным: условия, преломляясь в сознании человека формируют причины, которые определяют совершение конкретного поступка.
- Интеракционистский подход называет в качестве причины преступности взаимодействие личности и общества, опосредованное условиями преступности. Данное взаимодействие является двунаправленным, а его результатом является переход всей системы (личности, общества и условий среды) в новое состояние: общество криминализуется, а человек приобретает преступный опыт, его личность приобретает качества, характерные для личности преступника.

## Причины преступности
Причины преступности — это те социально-психологические факторы, от которых непосредственно зависит совершение преступлений, которые воспроизводят преступность и преступления как своё закономерное следствие. В числе наиболее распространённых называют такие причины преступности, как корыстолюбие, стяжательство, агрессивность, национализм, неуважительное отношение к общественным правилам и нормам, гедонизм, правовой нигилизм.
Указывается, что нельзя назвать какую-либо одну, «главную» причину, которая бы целиком и полностью была ответственна за всё наблюдаемое разнообразие форм и видов преступности. Нельзя свести задачу анализа детерминант преступности и к составлению «каталога причин»: в разных сочетаниях, в неодинаковых исходных условиях (к которым относятся конкретные условия жизнедеятельности людей, изменения этих условий и предшествующее состояние преступности) даже наиболее распространённые факторы, оказывающие прямое влияние на преступность, по-разному влияют на количественные и качественные показатели преступности.
Причины преступности оказывают определяющее воздействие на принятие решения о совершении деяния, формирование мотива и цели, выбор именно преступных средств её достижения.

## Условия преступности
Условия — это такие общественные явления, которые непосредственно не вызывают совершение преступления, но являются своеобразной «смазкой» для механизмов формирования и действия причины, облегчая и усиливая их функционирование. Условие — это то, что само по себе не порождает преступность или преступление, но влияет на процессы порождения, участвует в детерминации преступности.
От условий, сопутствующих совершению конкретного деяния зависит выбор способа реализации преступного намерения, объекта преступного посягательства. Условиями определяются размеры и характер причинённого вреда, место и время совершения преступления.
Условиями преступности могут быть как обстоятельства, относящиеся к состоянию внешней среды (активность правоохранительных органов, латентность конкретных видов деяний, различное отношение общества к разным видам преступных деяний, материальные условия среды), так и характеризующие самого преступника (криминальный профессионализм, алкогольная или наркотическая зависимость и т. д.).
В зависимости от конкретной ситуации одно и то же обстоятельство может выступать, как в качестве причины преступности, так и в качестве её условия. Например, плохая организация охраны на объекте, где хранятся материальные ценности может являться как условием, определяющим выбор данного хранилища как объекта посягательства для устойчивой преступной группы, занимающейся хищениями, так и причиной, обусловившей формирование соответствующей мотивации у работников данного объекта.

## Классификация причин и условий
Классификация детерминант преступности осуществляется по двум основаниям:
- По уровню действия (субординации) выделяют причины и условия преступности в целом, отдельных видов преступности (например, насильственной) и причины и условия конкретного преступления. Чем выше уровень действия детерминанты, тем более общее содержание она имеет.
- По содержанию выделяют социально-экономические, социально-психологические, воспитательные, правовые, организационно-управленческие и иные причины. Наибольшее значение имеют социально-психологические детерминанты, поскольку именно они выступают в качестве непосредственных причин преступлений.

Условия преступности также классифицируются по их природе на те, которые оказывают формирующее воздействие на причины преступности (например, сюда относятся экономические, идеологические, правовые и иные проблемы и противоречия общества), и те, которые облегчают реализацию конкретной преступной мотивации (как правило, это неэффективность системы социального контроля в соответствующей сфере).

## Иные виды связей между преступностью и другими общественными явлениями
Общественные явления и преступность могут находиться и в иной зависимости, не являющейся причинной (то есть могут быть связаны между собой, но при этом одно явление не является порождающим другое). К числу таких связей относятся
- Функциональная зависимость. Она имеет место, когда связь двух явлений между собой определяется воздействием какого-либо третьего фактора: например, возрастание уровня безработицы одновременно влечёт за собой увеличение числа корыстных преступлений против собственности и снижение покупательского спроса.
- Статистическая связь. Она имеется в случаях, когда изменения одного из факторов находятся в зависимости от изменений другого. Частным случаем статистической связи является корреляционная зависимость. Наличие статистической зависимости не является достаточным условием для констатации существования причинно-следственной зависимости между явлениями, поскольку влияние одного фактора на другой может быть опосредовано каким-либо третьим фактором.
- Связь состояний. Такой вид зависимости означает, что состояние явления в настоящий момент и в определённых условиях внешней среды детерминирует состояние этого же явления в другой момент времени. Например, высокие показатели преступности среди возрастной группы несовершеннолетних в условиях, когда профилактическое воздействие органами, исполняющими наказание осуществляется неэффективно, могут по прошествии нескольких лет определить всплеск рецидивной преступности с высокой долей ранее судимых молодых граждан.

## Причины и условия преступлений вРоссииконца XX — начала XXI в
В числе основных детерминант преступности в указанный исторический период называются следующие:
- Духовный кризис общества, проявлением которого является рост алкоголизации и наркотизации населения, падение традиционных нравственных ценностей.
- Резкое обострение социальных противоречий в период политической, идеологической, экономической и правовой реформы.
- Всеобъемлющий системный кризис общества, включающий в себя кризис власти, экономики, социальной сферы, идеологии, права, наиболее криминологически значимым проявлением которого является значительно возросшее неравенство между богатыми и бедными.
- Кризис системы борьбы с преступностью, вызванный как недостатками её правовой базы, так и прекращением или резким ухудшением функционирования отдельных её элементов (в частности, таких важных элементов системы профилактики преступлений, как добровольные народные дружины, товарищеские суды, наблюдательные и административные комиссии), недостаточным материальным обеспечением деятельности правоохранительных органов.
- Экономические противоречия, связанные с прекращением работы многих промышленных предприятий и сельскохозяйственных объединений, безработицей и бедностью.
- Правовой нигилизм, распространившийся на все слои российского общества, и выражающийся в пренебрежении как правилами поведения в обществе и безопасности на производстве и на транспорте, так и уголовно-правовыми нормами, утрате доверия к коррумпированным правоохранительным органам и властным структурам.